# Fernando Calero
Fernando Calero Villa (Boecillo, 14 september 1995) is een Spaans voetballer die doorgaans speelt als centrale verdediger. In augustus 2019 verruilde hij Real Valladolid voor Espanyol.

## Clubcarrière
Calero speelde in de jeugd van Real Valladolid en maakte in 2011 de overstap naar Málaga. Vijf jaar later keerde de verdediger terug naar Real Valladolid. Hier speelde hij eerst een jaar in het tweede elftal alvorens hij in het eerste terechtkwam. Zijn competitiedebuut maakte hij op 29 oktober 2017, op bezoek bij Reus Deportiu. Na negentig minuten stond de uitslag 2–2 op het scorebord. Calero mocht in de basis beginnen en hij speelde de volledige negentig minuten mee. De Spanjaard verlengde in november 2017 zijn verbintenis tot medio 2021. Zijn eerste doelpunt maakte de vleugelverdediger op 27 mei 2018. Uit werd met 3–2 verloren van Real Zaragoza, waarvoor Borja Iglesias driemaal tot scoren kwam. Toni Suárez zorgde tussendoor voor de 1–1 en in de blessuretijd tekende Calero voor de vijfde en laatste treffer van het duel. In het seizoen 2017/18 wist hij met Valladolid te promoveren naar de Primera División.
In de zomer van 2019 verkaste Calero voor circa acht miljoen euro naar Espanyol, waar hij zijn handtekening zette onder een verbintenis voor de duur van vijf seizoenen. Na zijn eerste seizoen degradeerde Espanyol naar de Segunda División, maar door een kampioenschap op dat niveau keerde de club direct terug op het hoogste niveau. Aan het einde van het seizoen 2022/23 degradeerde Espanyol weer, om een jaar later weer te promoveren.

## Clubstatistieken
| Seizoen | Club            | Competitie       | Competitie | Competitie | Beker | Beker | Internationaal | Internationaal | Totaal | Totaal |
| Seizoen | Club            | Competitie       | Wed.       | Dlp.       | Wed.  | Dlp.  | Wed.           | Dlp.           | Wed.   | Dlp.   |
| ------- | --------------- | ---------------- | ---------- | ---------- | ----- | ----- | -------------- | -------------- | ------ | ------ |
| 2016/17 | Real Valladolid | Segunda División | 27         | 2          | 4     | 0     | —              | —              | 31     | 2      |
| 2018/19 | Real Valladolid | Primera División | 36         | 1          | 0     | 0     | —              | —              | 36     | 1      |
| 2019/20 | Espanyol        | Primera División | 15         | 0          | 2     | 0     | 7              | 0              | 24     | 0      |
| 2020/21 | Espanyol        | Segunda División | 28         | 1          | 3     | 0     | —              | —              | 31     | 1      |
| 2021/22 | Espanyol        | Primera División | 16         | 0          | 2     | 0     | —              | —              | 18     | 0      |
| 2022/23 | Espanyol        | Primera División | 27         | 0          | 2     | 0     | —              | —              | 29     | 0      |
| 2023/24 | Espanyol        | Segunda División | 27         | 3          | 2     | 0     | —              | —              | 29     | 3      |
| 2024/25 | Espanyol        | Primera División | 3          | 0          | 0     | 0     | —              | —              | 3      | 0      |
| Totaal  | Totaal          | Totaal           | 179        | 7          | 15    | 0     | 7              | 0              | 201    | 7      |

Bijgewerkt op 26 december 2024.

## Erelijst
| Segunda División | 1 | 2020/21 |